# Ermita de Sant Josep (Ador)
L'ermita de Sant Josep o del Santíssim Crist de l'Empara és un temple situat a l'elevació coneguda com El Cabeço, a l'oest del municipi d'Ador (Safor, País Valencià). És Bé de Rellevància Local amb identificador número 46.25.002-005.1 
Encara que es troba sota l'advocació de Sant Josep, també es venera ací la imatge del Santíssim Crist de l'Empara, que és el patró d'Ador. La devoció per aquest Crist, que s'estén a la resta de la comarca de la Safor, possibilita que es conega també per aquest nom. Durant les festes patronals que se celebren a la tercera setmana del mes d'agost, el dijous d'aquesta setmana es dedica al Crist, destacant les tradicionals Pujada i Baixada de la imatge des de l'ermita.
L'ermitori depén del clergat diocesà; segons l'Arquebisbat de València només té culte durant les festes de la seua advocació.

## Història
L'ermita es va edificar entre 1563 i 1564, per iniciativa de Josep Faus. El 1684 està documentada la presència d'un ermità, fet que s'estendrà fins a 1981. L'edifici s'ha restaurat en diverses ocasions, especialment al segle xx.

## L'edifici
L'ermita es troba en una placeta que l'envolta. Es tracta d'un edifici d'aspecte renaixentista de 18 per 9 metres. A banda i banda té adossades dependències annexes. Al costat de la porta es troben els casalicis de les dues últimes estacions del Via Crucis.
La façana és de frontó, rematada per una espadanya amb penell. La campana data de 1654 i rep el nom de Sagrada Família. Aquest nom se li va donar en memòria de la protecció a les famílies d'Ador enfront de la pesta. La porta d'accés està decorada amb motllures i amb el nom de l'ermita en un retaule ceràmic entre la llinda i l'òcul superior.
La coberta és de teula, a dues aigües en el cos principal i d'una sola en els annexos.
L'interior presenta volta de canó amb dos arcs faixons que parteixen de pilastres adossades als paraments. El pis és escacat. El presbiteri està elevat sobre grades i hi ha un retaule barroc després de l'altar major.
Hi ha dues imatges principals en el temple. La de Sant Josep, policromada, es troba en una fornícula en el retaule de l'altar major. La del Crist de l'Empara, més profusament decorada, es conserva en un altar lateral.